# Euphorbia orbifolia
Euphorbia orbifolia là một loài thực vật có hoa trong họ Đại kích. Loài này được (Alain) Oudejans mô tả khoa học đầu tiên năm 1989.